# لورانس ويتني
لورانس ويتني (بالإنجليزية: Lawrence Whitney)‏ هو منافس ألعاب قوى أمريكي، ولد في 2 فبراير 1891 في مقاطعة ورسستر في الولايات المتحدة، وتوفي في 24 أبريل 1941 في بوسطن في الولايات المتحدة.

## وصلات خارجية
- لورانس ويتني على موقع أوليمبيديا (الإنجليزية)